# Hermann Franz Moritz Kopp
Franz Moritz Hermann Kopp (30 d'octubre de 1817, Hanau, Alemanya - 20 de febrer de 1892, Heidelberg, Alemanya), fou un químic alemany que treballà en l'estudi dels volums específics, de les capacitats calorífiques i dels punts d'ebullició dels composts orgànics.

## Biografia
Franz Kopp era fill de Johann Heinrich Kopp (1777-1858), metge i professor de química, física i història natural al centre de secundària de Hanau. Després de completar els estudis de secundària a la seva ciutat natal, anà a estudiar a Marburg i Heidelberg. El 1839, atret per la fama de Liebig, anà a Giessen, on es convertí en professor associat el 1841, i en professor de la química dotze anys més tard. El 1864 fou contractat a Heidelberg, amb el mateix càrrec, i on hi romangué fins a la seva mort.

## Obra
Kopp es dedicà especialment a les investigacions sobre correlacions de les propietats físiques de les substàncies amb la seva constitució química. Gran part del seu treball es relaciona amb els volums específics, la concepció del qual s'estableix en un article publicat quan només tenia vint anys, i els principis que ell establí han constituït la base de les investigacions posteriors en la matèria, encara que els seus resultats en alguns casos han estat objecte de modificació. Un altre tema d'investigació fou la connexió del punt d'ebullició dels compostos orgànics amb la seva composició química. En l'estudi de les capacitats calorífiques, enuncià l'anomenada llei de Kopp: La capacitat calorífica molar d'un compost sòlid és aproximadament igual a la suma de les capacitats calorífiques atòmiques dels elements que el componen.
A més de les investigacions científiques, Kopp destacà com un escriptor prolífic, essent considerat com un dels primers historiadors de la química. El 1843-1847 publicà una completa història de la Química, en quatre volums, dels quals tres suplements s'agregaren entre 1869-75. El desenvolupament de la química en els últims temps fou una altra obra que publicà entre 1871-1874, i el 1886 publicà una obra en dos volums titulada Alquímia en l'antiguitat i en els temps moderns.
Quant a publicacions científiques realitzà el 1863 aportacions en química física i química teòrica a Lehrbuch der Chemie de Graham-Otto, i durant anys col·laborà amb Liebig en l'edició dels Annalen der Chemie and the Jahresbericht.